# Taisi
Tai Si (século XII - século XI a.C.) foi a esposa principal de Wen, conde de Zhou, e mãe de Wu, o fundador e primeiro rei da dinastia Zhou (em chinês, 周朝 ou Zhōucháo) da China Antiga.

## Vida
Tai Si era uma princesa do estado de Qi, um pequeno reduto governado pelos descendentes da família real da dinastia Xia por muitas gerações. Quando chegou à puberdade, foi arranjada em casamento para o jovem Ji Chang (o conde Wen) por sua mãe Tairen. Uma antiga lenda conta como foi o encontro.
Tai Si veio do leste com uma pequena comitiva de escoltas e diplomatas. Ji Chang estava ansioso e decidiu se encontrar com ela no caminho em vez de ficar esperando em casa. Então ele saiu ao seu encontro. Porém quando localizaram um ao outro, a comitiva de Tai Si - que não conhecia bem o lugar - estava presa na margem oposta do caudaloso rio Wei e não havia como cruzá-lo. Ji Chang acenou da outra ponta e anunciou quem era. Tai Si também se apresentou e os dois começaram a rir, porque estavam presos em margens opostas e não conseguiam se encontrar. Eles conversaram, riram e correram pela margem um atrás do outro procurando uma passagem. Ji Chang estava muito impressionado pois Tai Si era muito bonita. Ele queria encontrar uma travessia logo; mas não havia ponte, somente várias barcos estacionados na sua margem e várias cordas que os amarravam. Como não era uma boa ideia tentar atravessar de barco de margem a margem (lateralmente) naquela correnteza, Ji Chang teve a ideia de amarrar juntos todos os barcos e fazer uma ponte. Então Tai Si atravessou correndo, e Ji Chang a acompanhou até a cidade pelo resto da viagem. A comitiva retornou dali mesmo.
Quando foi apresentada na corte, Tai Si saudou as duas matriarcas, Tairen e Taijiang, com muita reverência. Ela não teve dificuldades em se adaptar, pois venerava a posição das duas mães mais velhas e sempre se aconselhava com elas sobre o que deveria fazer e como deveria se comportar. Ela tinha muita preocupação em seguir corretamente todos os protocolos daquela casa, para assim causar uma boa impressão nos ministros. Assim todos se admiraram com a sua presença, e ela rapidamente ganhou a confiança e o respeito dos funcionários da corte. Ela se dedicava dia e noite a aperfeiçoar a sua conduta conjugal. Gostava de ler e de fazer todas as coisas com Ji Chang. Ela deu à luz dez filhos e uma filha, tornando-se também um modelo maternal.
Em ordem de nascimento, seus dez filhos eram Boyi Kao, Ji Fa (o rei Wu), Ji Xian, Ji Dan (o duque de Zhou), Ji Du, Ji Zhenduo, Ji Wu,  Ji Chu, Ji Feng e Ji Zai.
Assim como seu marido, Tai Si é até hoje reverenciada como um paradigma de virtude e de boa conduta moral, como tem sido ao longo da História desde o seu próprio tempo. Confúcio era especialmente afeiçoado à sua personalidade, considerando-a um exemplo a ser seguido por outras mulheres.